# Óis da Ribeira
Óis da Ribeira era una freguesia ("parròquia civil") portuguesa del municipi d'Águeda, amb 3,38 km² de superfície i 716 habitants (2011). La seva densitat de població era de 211,8 habitants/km².
En el marc de la reforma administrativa nacional de 2013, va ser fusionada amb la freguesia de Travassô per donar lloc a una nova, Travassô e Óis da Ribeira.